# Miagete goran yoru no hoshi o
Miagete goran yoru no hoshi o (見上げてごらん夜の星を, Regarde les étoiles dans le ciel) est un succès de 1963 interprété par le chanteur japonais Kyu Sakamoto. Les paroles sont de Rokusuke Ei et la musique de Taku Izumi, ce qui vaut à ce dernier de remporter le Japan Record Award. La chanson avait d'abord été écrite pour une comédie musicale éponyme en 1960. 
La chanson a été reprise par de nombreux artistes dont Begin (en) (comme thème final pour l'anime Twin Spica (en)) et Ken Hirai.
Les paroles commencent ainsi :
見上げてごらん夜の星を (miagete goran yoru no hoshi o)

小さな星の 小さな光りが (chiisana hoshi no, chiisana hikari ga)

ささやかな幸せを　歌ってる (sasayaka na shiawase o utatteru)

## Source de la traduction
- (en) Cet article est partiellement ou en totalité issu de l’article de Wikipédia en anglais intitulé « Miagete Goran Yoru no Hoshi o » (voir la liste des auteurs).